# Robert Wightman
Robert Douglas Wightman (* 29. Dezember 1952 in Los Angeles, Kalifornien) ist ein US-amerikanischer Schauspieler.

## Leben
Einer breiteren Öffentlichkeit wurde er im Jahr 1979 bekannt, als er als Nachfolger von Originaldarsteller Richard Thomas die Hauptrolle von John-Boy Walton in der Fernsehserie Die Waltons übernahm. Obgleich Thomas warme Worte über die schauspielerischen Fähigkeiten von Wightman fand, kam der Wechsel bei vielen Fans nicht gut an. Nach der Einstellung von Die Waltons im Jahr 1981 spielte er bis ins neue Jahrtausend in Film- und Fernsehproduktionen, allerdings ohne den großen Durchbruch zu erzielen. Zu Wightmans bekannteren Kinoauftritten gehören Ein Mann für gewisse Stunden (1980) und Vatertag (1992), in letzterem verkörperte er einen Serienmörder. Daneben übernahm er auch viele Bühnenauftritte.

## Filmografie
- 1979: No Other Love (Fernsehfilm)
- 1979–1981: Die Waltons (The Waltons; Fernsehserie, 16 Folgen)
- 1980: Ein Mann für gewisse Stunden (American Gigolo)
- 1982: Die Waltons: Ein großer Tag für Elisabeth (A Day for Thanks on Walton's Mountain, Fernsehfilm)
- 1982: Baby Thieves – Geraubte Kinder (Missing Children: A Mother's Story, Fernsehfilm)
- 1984: Impulse – Stadt der Gewalt (Impulse)
- 1985: Airwolf (Fernsehserie, Folge Inn at the End of the Road)
- 1986: Auf den Schwingen des Adlers (On Wings of Eagles; Fernseh-Miniserie, 2 Folgen)
- 1986: H.A.R.T. – Spezialeinheit 500 (Opposing Force)
- 1992: Stepfather III – Vatertag (Stepfather III, Fernsehfilm)
- 1993: Matlock (Fernsehserie, Folge The Final Affair)
- 1995: Living in Oblivion
- 1996: Box of Moonlight
- 1998: Poodle Springs (Fernsehfilm)
- 2004: Infamy (Kurzfilm)